# 軍機大臣
軍機大臣（ぐんきだいじん、満洲語：ᠴᠣᠣᡥᠠᡞ
ᠨᠠᠰᡥᡡᠨ ‍ᡳ
ᠠᠮᠪᠠᠨ、転写：coohai nashūn -i amban、 正式名称は「弁理軍機大臣」）は、清朝中後期（1732年 - 1911年）における主要な役職名である。軍機処で働く高級官僚であった事からこの名が付いたが、軍機大臣は公式の官職ではなく、高級文官の中から選抜された官吏の役職名である。軍機処にあって事務を処理する軍機章京（ᠴᠣᠣᡥᠠᡞ
ᠨᠠᠰᡥᡡᠨ ‍ᡳ
ᠵᡳᠶᠠᠩᡤᡳᠶᡡᠨ、coohai nashūn -i jiyanggiyūn）を「小軍機」と言ったのに対応して、軍機大臣を「大軍機」とも呼ぶ。

## 制度

### 職域
軍機大臣の職務は皇帝の個人秘書的なものであり、具体的には下記のような業務をおこなっていた。
- 皇帝が軍令を発する際の原稿の作成。
- 皇帝が判断を下すための判断材料（情報）の収集。
- 皇帝の命令書を各地の官吏に伝達する。

これらの業務を、その必要性があればいつでも行動できるように当番制で行っており、皇帝が国政を行ううえでの「口」と「耳目」の役割を担っていた。また当初の役割が軍事機密の保持であった事から、各地方官への命令は六部を通すことなく、軍機処から直接届ける事ができた。この制度を「廷寄」と呼ぶ。

### 組織
軍機大臣は「大臣」とは言っても1人ではない。常時6～7人程度が任命され、人数に規定はないためその時の政治状況などで人数は増減した。但しその出身は親王、内閣大学士、もしくは各部の尚書・侍郎、或いは京堂が、それぞれ出向形式で「原籍は残したまま兼務」として選抜された。
軍機大臣はさらに「軍機大臣」と、やや格下の「軍機大臣上行走」に分ける事ができる。この中でも、特に新参の未経験者の場合は「学習」の2文字を添えて「軍機大臣上学習行走」とした。また、公式な呼称ではないが、軍機大臣の中でも経験が深く官位も高い者は「主席軍機大臣」「領班軍機大臣」と呼んだ。

## 歴史

### 成立期
軍機処の始まりは1729年（雍正7年）の雍正帝によるジュンガル遠征のためである。当時の軍政上の課題としては以下の2点が挙げられる。
- 皇帝といえどもその政策は議政王大臣会議・内閣制度に諮らねばならず、自由な軍権行使ができなかったうえに、手続きが煩雑化していてスピード感がなかった。
- 内閣が紫禁城でも太和門の外側と、いわゆる「外朝」にあったため機密保護が難しかった。

これらの問題を解決するため、内閣大学士から選んで内廷に近い隆宗門に交替で当直勤務につかせたのが軍機処（当時は軍機房）の始まりである。当初の軍機房では「軍機大臣」に相当する名称はなく、あくまで「軍機房のメンバー」でしかなかった。特定の役職名ができるのは後の雍正10年（1732年）、軍機房が「弁理軍機処（軍機処の正式名称）」に改称した時に「弁理軍機事務」の役職名が与えられたのが始まりである。後に雍正13年に雍正帝が亡くなると、すぐさま乾隆帝は組織改革を始め、軍機処は「総理事務処」になり軍機事務も「総理事務」と改称した。
乾隆2年11月（1738年1月）、総理事務処は以前の「弁理軍機処」に戻り、それに伴って総理事務は「弁理軍機大臣」に改称された。これが役職名としての軍機大臣の始まりである。乾隆2年11月28日（1738年1月17日）に最初の軍機大臣に任命されたのは下記の6名である。
- オルタイ（ortai、鄂爾泰）(保和殿大学士)
- 張廷玉 (保和殿大学士)
- ネチン（nacin、訥親） (兵部尚書)
- ハイワン（haiwang、海望） (戸部尚書)
- ナヤンタイ（nayantai、納延泰） (刑部左侍郎)
- バンディ（bandi、班第） (理藩院左侍郎)

### 軍機大臣の影響
当初は迅速に軍令を伝達するための臨時チームだった軍機大臣だが、雍正帝にとって思わぬメリットがあった。軍機大臣を使えば議政王大臣会議に諮らずとも軍権を行使できるのである。当時はまだ女真以来の伝統として皇帝といえども議政王大臣会議の決定を覆す事ができなかったが、軍機大臣を活用する事によって皇帝は軍隊との直接のパイプを持つ事になり、清朝の皇帝集権化を進める事になった。有名無実化した議政王大臣会議は後の乾隆57年（1792年）に廃止されている。また、同様に皇帝の思うままにならなかった内閣制度は、軍機大臣に内政面も担当させる事で権限を縮小させられた。
こうして皇帝の絶対権の確立は進み、軍機大臣はそのための手足として活動した。本来が中央政界に原籍を置く軍機大臣は中央官界の情報を収集し、さらに必要に応じて地方と直接やり取りできる廷寄を使って地方の統治も円滑に行った。これによって軍機大臣は清朝でも非常に重要なポストに成長し、清朝の地方統治は著しく効率化した。
だが、軍機大臣が皇帝の私設秘書である以上、政治的な権限は持っておらず、あくまで「皇帝の命令書」を書く事しかできなかった。そのため、清朝も後期になって皇帝権自体が次第に弱まってくると軍機大臣の実質的影響力も低下していった。

### 軍機大臣制度の衰退
太平天国の乱以降、清国内では戦乱が続き、政治の実権は軍事力を持たない軍機大臣から、郷勇ら具体的な軍事力を持つ集団へと移っていった。光緒27年（1901年）の義和団の乱の後、遅ればせながら西太后も制度改革の必要性を認め、光緒32年9月20日（1906年11月6日）の改正で六部と内閣を統合・再編する形で会議政務処が設置された。軍機大臣は自動的に「会議政務大臣」に任命されて会議政務処に参加したが、かえって軍機処が政治の中心から外れる事になる。また、会議政務処には各部尚書が内閣政務大臣として参加したため、軍機大臣のうち本籍が六部にあった大臣は軍機大臣を辞して会議政務処に参加した。改編時の軍機大臣6名とその異動は下記の通り。
- 慶親王奕劻　：(外務部総理大臣)：留任
- 瞿鴻禨　：(協弁大学士)：留任
- 鹿伝霖　：(吏部尚書)：吏部尚書に帰任
- 栄慶（ルンキン）　：(学部尚書)：学部尚書に帰任
- 鉄良（ティエリャン）　：(戸部尚書)：陸軍部尚書に異動
- 徐世昌　：(巡警部尚書)：民政部尚書に異動

尚書(従一品官)級の4名が軍機大臣を辞めて軍機大臣が2名となったため、新たに2名を補充した。
- 世続（šisioi、シシュ）　：体仁閣大学士(正一品官)
- 林紹年　：広西巡撫・侍郎(従二品官)

だが各部の長官4名の抜けた穴を埋められるものではなく、軍機大臣の影響力はますます低下していった。
宣統3年4月10日（1911年5月8日）、新内閣制度の施行に伴って軍機大臣も廃止される。最後の軍機大臣はいずれも新内閣の閣僚として編入された。
- 慶親王奕劻（i-kuwang、アイシンギョロ・イクワン、愛新覚羅奕劻）： 内閣総理大臣に就任
- 貝勒毓朗（yū-lang、アイシンギョロ・ユラン）： 軍諮大臣に就任
- 那桐（natung、ナトゥン）： 内閣協理大臣に就任
- 徐世昌： 内閣協理大臣に就任

## 歴代軍機大臣

### 雍正10年（1732年）から光緒26年（1900年）まで

#### 雍正帝治世
- 愛新覚羅胤祥（in-siyang、アイシンギョロ・インシャン）
- 張廷玉
- マルサイ（marsai、馬爾賽）
- 蒋廷錫
- オルタイ（ortai、鄂爾泰）
- 哈元生
- マランタイ（malantai、馬蘭泰）
- 福彭（fupeng、フペン）
- ネチン（nacin、訥親）
- バンディ（bandi、班第）

#### 乾隆帝治世
- オルタイ（ortai、鄂爾泰）
- 張廷玉
- ネチン（nacin、訥親）
- バンディ（bandi、班第）
- ソジュ（soju、索柱）
- フェンシェンゲ（fenšengge、豊升額）
- 海望（haiwang、ハイワン）
- マンフリ（manghuli、莽鵠立）
- ナヤンタイ（nayantai、納延泰）
- 徐本
- フヘン（fuheng、傅恒）
- 汪由敦
- 高斌（ガオビン）
- 蒋溥
- 陳大受
- シュヘデ（šuhede、舒赫徳）
- 来保（laiboo、ライボー）
- イェンギシャン（yengišan、尹継善）
- 劉綸
- 兆恵（jaohūi、ジャオフイ）
- 劉統勲
- ギョロイ・ヤルハシャン（gioroi yarhašan、覚羅雅爾哈善）
- アランタイ（arantai、阿蘭泰）
- アリグン（arigun、阿里袞）
- 裘曰修
- 夢麟（menglin、メンリン）
- サンタイ（santai、三泰）
- フデ（fude、富徳）
- 于敏中
- アグイ（agūi、阿桂）
- フルンガ（fulungga、福隆安）
- ソリン（solin、索琳）
- 温福（wenfu、ウェンフ）
- フェンシェンゲ（fenšengge、豊升額）
- 桂林（gui-lin、グイリン）
- キングイ（kinggui、慶桂）
- フカンガン（fukʽanggan、福康安）
- 袁守侗
- 梁国治
- アスハ（asha、阿思哈）
- ヘシェン（hešen、和珅）
- 明亮（mingliyang、ミンリャン）
- 李侍堯
- 董誥
- フチャンガ（fucangga、福長安）
- 王傑
- 孫士毅
- スンユン（sungyūn、松筠）
- タイブ（taibu、檯布）

#### 嘉慶帝治世
- アグイ（agūi、阿桂）
- ヘシェン（hešen、和珅）
- 王傑
- フチャンガ（fucangga、福長安）
- 董誥
- タイブ（taibu、檯布）
- 沈初
- フセン（fusen、傅森）
- 戴衢亨
- 呉熊光
- ナヤンチェン（nayanceng、那彦成）
- 永瑆（yong-sing、ヨンシン）
- キングイ（kinggui、慶桂）
- 成徳（cengde、チェンデ）
- 劉権之
- 徳瑛（deing、デイン）
- 英和（ingge、インゲ）
- トジン（tojin、托津）
- 方維甸
- 盧蔭溥
- スンユン（sungyūn、松筠）
- レボー（leboo、勒保）
- 桂芳（guifang、グイファン）
- 章煦
- 戴均元
- 和瑛（ヘイン）
- 文孚（wenfu、ウェンフ）

#### 道光帝治世
- 曹振鏞
- 黄鉞
- 英和（ingge、インゲ）
- 盧蔭溥
- 文孚（wenfu、ウェンフ）
- スンユン（sungyūn、松筠）
- 長齢（cangling、チャンリン）
- 玉麟（ioilin、ユリン）
- 王鼎
- 蒋攸銛
- ムジャンガ（mujangga、穆彰阿）
- 潘世恩
- 趙盛奎
- サイシャンガ（saišangga、賽尚阿）
- 奎照（kuijao、クイジャオ）
- 文慶（wenking、ウェンキン）
- 隆文（ルンウェン）
- 何汝霖
- 祁寯藻
- 陳孚恩
- 季芝昌

#### 咸豊帝治世
- 祁寯藻
- サイシャンガ（saišangga、賽尚阿）
- 何汝霖
- 季芝昌
- 穆蔭（muyen、ムイェン）
- シュヒンガ（šuhingga、舒興阿）
- 彭蘊章
- 邵燦
- 麟魁（linkui、リンクイ）
- 恭親王奕訢（i-hin、イヒン、奕訢）
- 瑞麟（žuilin、ルイリン）
- 杜翰
- 文慶（wenking、ウェンキン）
- 柏葰（begiyūn、ベギュン）
- 匡源
- 文祥（wensiyang、ウェンシャン）
- 焦祐瀛

#### 同治帝治世
- 恭親王奕訢（i-hin、イヒン、愛新覚羅奕訢）
- 桂良（guiliyang、グイリャン）
- 沈兆霖
- 宝鋆（booyūn、ボーユン）
- 曹毓瑛
- 文祥（wensiyang、ウェンシャン）
- 李棠階
- 李鴻藻
- 胡家玉
- 汪元方
- 沈桂芬

#### 光緒帝治世
- 恭親王奕訢（i-hin、イヒン、奕訢）
- 文祥（wensiyang、ウェンシャン）
- 宝鋆（ボーユン）
- 沈桂芬
- 李鴻藻
- 景廉（gingliyan、ギンリャン）
- 王文韶
- 左宗棠
- 翁同龢
- 潘祖蔭
- 礼親王世鐸（šido、シド、世鐸）
- エルヘブ（elhebu、額勒和布）
- 閻敬銘
- 張之万
- 孫毓汶
- 許庚身
- 徐用儀
- 剛毅
- 銭応溥
- 廖寿恒
- 裕禄（ioilu、ユル）
- 栄禄（žunglu、ルンル）
- 啓秀（kisio、キシュ）
- 趙舒翹
- 端郡王載漪（dzai-i、ヅァイイ、載漪）
- 鹿伝霖
- 瞿鴻禨
- 慶親王奕劻（i-kuwang、イクワン、奕劻）
- 栄慶（ルンキン）
- 徐世昌
- 鉄良（ティエリャン）
- 世続（šisioi、シシュ）
- 林紹年
- 醇親王載灃（dzai-feng、ヅァイフォン、載灃）
- 張之洞
- 袁世凱

### 1901年から1911年まで
- 礼親王世鐸（šido、シド、世鐸）（1901年）
- 栄禄（žunglu、ルンル）（1901年～1903年）
- 王文韶（1901年～1905年）
- 鹿伝霖（1901年～1910年）
- 瞿鴻禨（1901年～1907年）
- 慶親王奕劻（i-kuwang、イクワン、奕劻）（1903年～1911年5月8日）
- 栄慶（ルンキン）（1903年～1906年）
- 徐世昌（1905年～1906年／1910年～1911年5月8日）
- 鉄良（ティエリャン）（1905年～1906年）
- 世続（šisioi、シシュ）（1906年～1910年）
- 林紹年（1906年～1907年）
- 醇親王載灃（dzai-feng、ヅァイフォン、載灃）（1907年～1908年）
- 張之洞（1907年～1909年）
- 袁世凱（1907年～1908年）
- 那桐（natung、ナトゥン）（1908年～1910年）
- 戴鴻慈（1909年～1911年5月8日）
- 呉郁生（1910年）
- 毓朗（yū-lang、ユラン）（1910年～1911年5月8日）